# ナンヨウネズミ
ナンヨウネズミまたはポリネシアネズミ（Rattus exulans）は、ネズミ目（齧歯目）・ネズミ科・クマネズミ属に分類されるネズミの一種。

## 分布

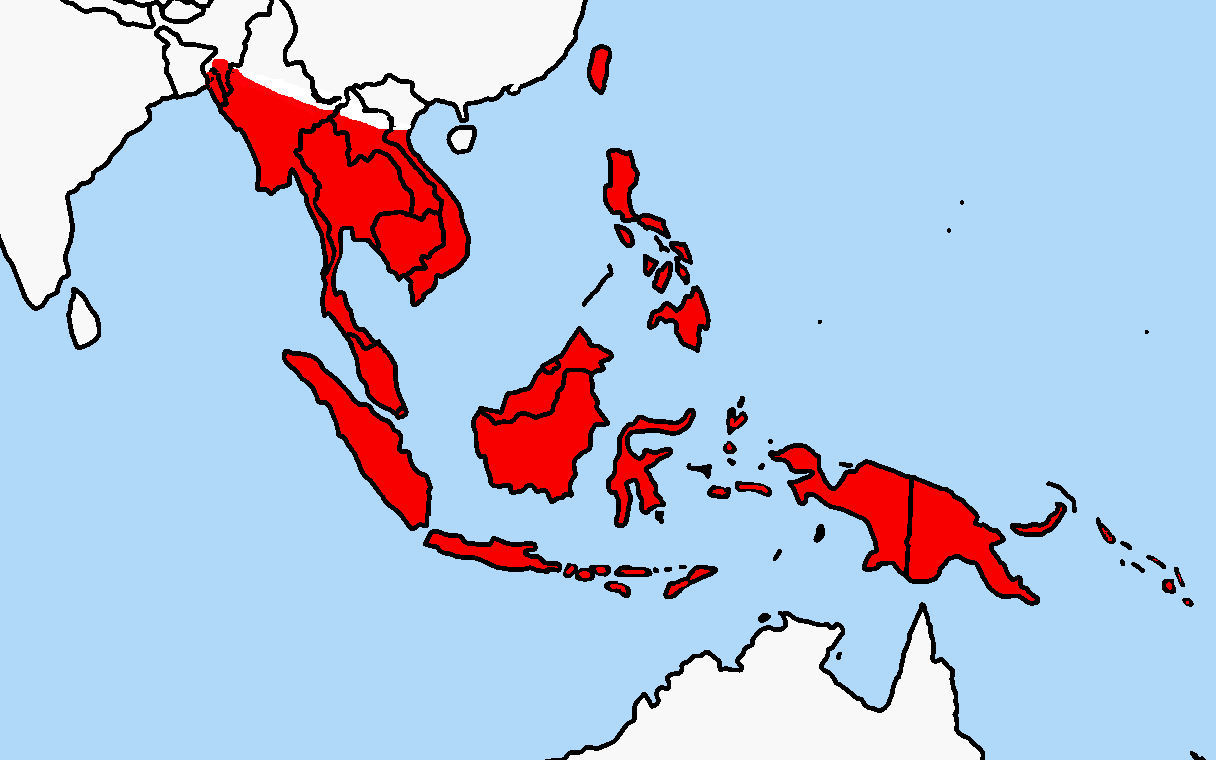
分布域

東南アジア原産で、ニュージーランドや太平洋諸島などにも分布する。
日本では宮古島（宮古湾）で確認されているが、現在の分布状況は不明である。日本における採集記録は1955年以前だが、最初の分布報告は2001年になってからとなる。日本国内に化石記録がないことから、外来種と考えられる。

## 特徴
頭胴長115mm、尾長115mm、後足長22.0-22.5mm。
体色は赤褐色で、背面がやや黒味を帯びる。